# Novák Márk
Novák Márk (Budapest, 1935. február 13. – Budapest, 1972. február 14.) filmrendező.

## Életpályája
1953-1958 között a Színház- és Filmművészeti Főiskola filmrendező szakán tanult. 1958-ban a Mafilm asszisztense volt. Önkezűleg vetett véget életének.
Hernádi Gyula művéből készítette Deszkakolostor című vizsgafilmjét.

## Filmjei
- Deszkakolostor (1958)
- Négyen az árban (1961)
- Áprilisi riadó (1962)
- Angyalok földje (1962)
- Radnóti (1962)
- Csendélet (1963)
- Kedd (1963)
- Vízivárosi nyár (1964)
- Húsz óra (1965)
- Szent János fejevétele (1965)
- Nappali sötétség (1966)
- Apad (1966)
- Az oroszlán ugrani készül (1969)
- Utazás Pest megyében (1970)
- A legszebb férfikor (1972)